# Углы Эйлера

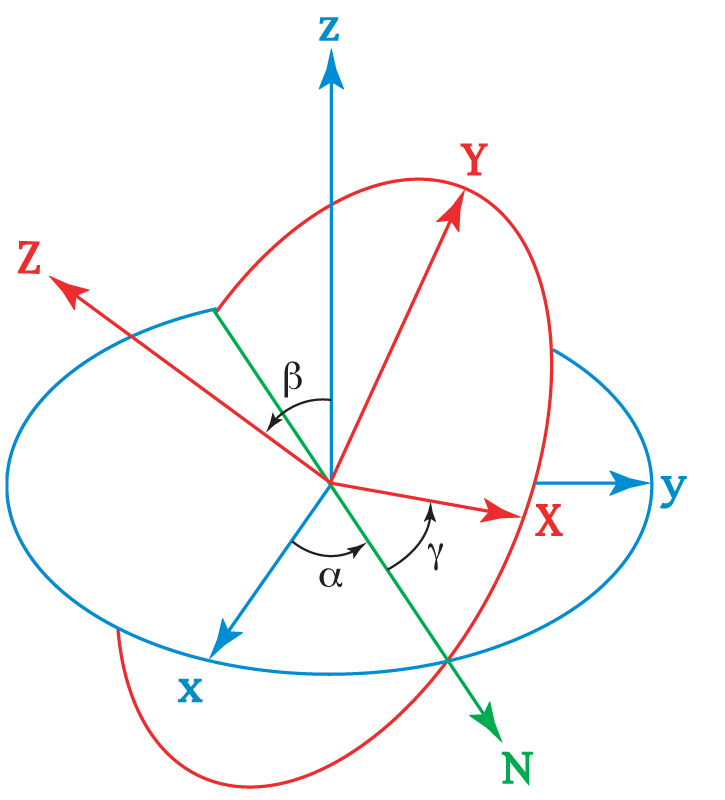
Углы Эйлера.

Анимация поочерёдного поворота сферы на углы Эйлера

Углы Эйлера — углы, описывающие поворот абсолютно твердого тела в трёхмерном евклидовом пространстве. Введены Леонардом Эйлером.
В сравнении с углами Эйлера кватернионы позволяют комбинировать вращения, а также избежать проблемы, связанной с невозможностью поворота вокруг оси независимо от совершённого вращения по другим осям (см. Кватернионы и вращение пространства).

## Определение
Углы Эйлера определяют три поворота системы, которые позволяют привести любое положение системы к текущему. Обозначим начальную систему координат как {\displaystyle (x,y,z)}, конечную как {\displaystyle (X,Y,Z)}. Пересечение координатных плоскостей {\displaystyle xy} и {\displaystyle XY} называется линией узлов {\displaystyle N}.
- Угол {\displaystyle \alpha } между осью {\displaystyle x} и линией узлов — угол прецессии.
- Угол {\displaystyle \beta } между осями {\displaystyle z} и {\displaystyle Z} — угол нутации.
- Угол {\displaystyle \gamma } между линией узлов и осью {\displaystyle X} — угол собственного вращения.

Повороты системы на эти углы называются прецессия, нутация и поворот на собственный угол (вращение). Такие повороты некоммутативны, и конечное положение системы зависит от порядка, в котором совершаются повороты. В случае углов Эйлера производится серия из трёх поворотов:
1. На угол {\displaystyle \alpha } вокруг оси {\displaystyle z}. При этом ось {\displaystyle x} переходит в {\displaystyle N}.
2. На угол {\displaystyle \beta } вокруг оси {\displaystyle N}. При этом ось {\displaystyle z} переходит в {\displaystyle Z}.
3. На угол {\displaystyle \gamma } вокруг оси {\displaystyle Z}. При этом ось {\displaystyle N} переходит в {\displaystyle X}.

Иногда такую последовательность называют 3,1,3 (или Z,X,Z), но такое обозначение может приводить к двусмысленности.

## Формулы
Углы Эйлера описывают последовательную комбинацию пассивных поворотов вокруг осей вращающейся системы координат. Тогда их матрицы поворотов имеют вид{\displaystyle R_{Z}(\alpha )=\left({\begin{array}{ccc}\cos(\alpha )&-\sin(\alpha )&0\\\sin(\alpha )&\cos(\alpha )&0\\0&0&1\\\end{array}}\right),\quad R_{X}(\beta )=\left({\begin{array}{ccc}1&0&0\\0&\cos(\beta )&-\sin(\beta )\\0&\sin(\beta )&\cos(\beta )\\\end{array}}\right),\quad R_{Z}(\gamma )=\left({\begin{array}{ccc}\cos(\gamma )&-\sin(\gamma )&0\\\sin(\gamma )&\cos(\gamma )&0\\0&0&1\\\end{array}}\right).}
Последовательное выполнение этих поворотов (если оси вращаются вместе с объектом) даст матрицу
{\displaystyle R=R_{Z}(\alpha )\cdot R_{X}(\beta )\cdot R_{Z}(\gamma )=\left({\begin{array}{ccc}\cos \alpha \cos \gamma -\sin \alpha \cos \beta \sin \gamma &-\cos \alpha \sin \gamma -\sin \alpha \cos \beta \cos \gamma &\sin \alpha \sin \beta \\\sin \alpha \cos \gamma +\cos \alpha \cos \beta \sin \gamma &-\sin \alpha \sin \gamma +\cos \alpha \cos \beta \cos \gamma &-\cos \alpha \sin \beta \\\sin \beta \sin \gamma &\sin \beta \cos \gamma &\cos \beta \end{array}}\right).}
Произведение {\displaystyle R\cdot {\begin{pmatrix}x\\y\\z\end{pmatrix}}}, где {\displaystyle x,y,z} — координаты точки до поворота, даст координаты точки в подвижной системе координат после поворота. До и после поворота координаты точки в неподвижной системе координат неизменны.